# جان دکوون آلسوپ
جان دکوون آلسوپ (John deKoven Alsop) (زاده ۴ ژوئیه ۱۹۱۵ – درگذشت ۶ آوریل ۲۰۰۰)، سرباز، مدیر بیمه و سیاستمدار آمریکایی بود که در مجلس نمایندگان کنتیکت خدمت می‌کرد و نامزد ناموفق فرمانداری کنتیکت در ۱۹۵۸ و ۱۹۶۲ بود، وی به عنوان «یکی از تأثیرگذارترین و رنگارنگ‌ترین جمهوری‌خواهان کنتیکت» شناخته شده بود.

## اوایل زندگی
آلسوپ در ایون، کنتیکت، از یک خانواده قدیمی یانکی به دنیا آمد و بزرگ شد. او کوچکترین فرزند از چهار فرزند جوزف رایت آلسوپ چهارم (۱۸۷۶–۱۹۵۳)‏ و کورین داگلاس رابینسون (۱۸۸۶–۱۹۷۱) بود که هر دو در مجمع عمومی کنتیکت خدمت کردند. برادران او جوزف آلسوپ و استوارت آلسوپ، هر دو روزنامه‌نگار بودند.
خانواده آلسوپ شامل سیاستمدارانی مانند؛ جان آلسوپ، جان آلسوپ کینگ و جیمز مونرو در عضو کنگره قاره‌ای بودند. پدربزرگ پدری او، دکتر جوزف رایت آلسوپ سوم، نامزد دموکرات‌ها برای معاونت فرماندار کنتیکت در ۱۸۹۱ بود. او از طریق مادرش از نوادگان شجرهٔ خانواده روزولت در خلیج اویستر بود. مادربزرگ مادری او، کورین روزولت رابینسون بود، عموی بزرگ او، رئیس‌جمهور تئودور روزولت و النور روزولت اولین دخترعموی او بود که یک بار از او جدا شد.
او از مدرسه کینگزوود در وست هارتفورد فارغ‌التحصیل شد و مانند برادر بزرگترش استوارت، در مدرسه گروتن تحصیل کرد که در ۱۹۳۳ فارغ‌التحصیل شد، در ۱۹۳۷ از دانشگاه ییل که در آن یکی از اعضای اسکرول اند کی بود، فارغ‌التحصیل شد.

## حرفه
پس از فارغ‌التحصیلی از دانشگاه ییل، او کار در شرکت اسمیت و بارنی در نیویورک را آغاز کرد. او در ۱۹۴۲، به ارتش ایالات متحده پیوست و در دفتر خدمات استراتژیک در انگلستان، فرانسه و چین خدمت کرد. در طول جنگ، آلسوپ یکی از اعضای یک تیم انگلیسی‌آمریکایی هفت نفره بود که با چتر نجات به پشت خطوط دشمن در فرانسه تحت اشغال نازی‌ها فرود آمد، او با مبارزان مقاومت برای «شناسایی فرودگاه‌های دشمن و آموزش تاکتیک‌های رزم چریکی به ارتش چریکی فرانسه» همکاری کرد. او یک ستاره برنزی با خوشه دریافت کرد و در نهایت به مقام کاپیتانی، ارتقا یافت.
آلسوپ به مدت ۲۷ سال به عنوان رئیس گروه بیمه کاونانت در هارتفورد کار کرد، شرکتی که توسط پدرش در دههٔ ۱۹۲۰ با نام شرکت بیمه آتش‌سوزی دوجانبه شهرستان هارتفورد و شرکت بیمه دوجانبهٔ هیل کنتیکت والی، تأسیس شد. او همراه با جان فیلر، رئیس سابق آتنا و دروی توماس از آی‌تی‌تی هارتفورد، یکی از سازمان‌دهندگان اصلی انجمن بیمه کنتیکت بود که در مورد مسائل بیمه به نیروی لابی‌گر مهمی در کنتیکت تبدیل شد. او ۱۹۸۰ بازنشسته شد.

## حرفه سیاسی
از آلسوپ، در ۱۹۴۷ تا ۱۹۴۹، به عنوان «میانه‌رو خون آبی» و «جمهوری‌خواه یانکی کنتیکت» یاد می‌شد، او انتخاب شد تا دو دوره در مجمع عمومی کنتیکت به نمایندگی از آوون، متحد با جناح لیبرال حزب جمهوری‌خواه، کار کند. در این مقام، او از لایحه‌ای به نام لایحه کنترل تولد آلسوپ حمایت کرد که «به پزشکان اجازه می‌داد داروهای ضدبارداری را برای زنان متأهلی که ممکن است زندگی آن‌ها در اثر بارداری به خطر بیفتد، تجویز کنند.» او همچنین در پایان جلسه قانونگذاری ۱۹۴۹، به ارائه سه لایحه حذف تبعیض نژادی ارائه شده توسط ان‌ای‌ای‌سی‌پی کنتیکت کمک کرد. این لایحه‌ها تبعیض نژادی در مسکن-های عمومی، پروژه‌های مسکن عمومی و گارد ملی را غیرقانونی می‌دانست.
او یکی از حامیان اولیهٔ مبارزات انتخاباتی دوایت دی آیزنهاور برای ریاست‌جمهوری ۱۹۵۲ بود و به عنوان نایب رئیس ایالتی برای این کمپین، کار کرد. در طول مبارزات انتخاباتی، او «با خلق لقب دوست داشتنی «روشنفکر» در واژگان سیاسی مدرن، اعتبار پیدا کرد.»
در ۱۹۵۸، آلسوپ به دنبال نامزدی جمهوری‌خواهان برای فرمانداری کنتیکت بود، اما در انتخابات مقدماتی از بازرس مالی ایالت، فرد آر زلر با ۲۷۶ رأی در مقابل ۳۴۹ رأی شکست خورد زلر نیز با اکثریت قاطع از فرماندار، آبراهام ریبیکف در انتخابات عمومی شکست خورد. او دوباره در ۱۹۶۲ تلاش کرد و این بار در هشتمین رأی‌گیری در مجمع حزب، پس از یک وقفهٔ بیش از ده ساعته، نامزدی را در برابر ادوین اچ می جونیور، به دست آورد. آلسوپ در نهایت با ۴۸۲، ۶۷۱رأی در مقابل ۵۴۹، ۰۳۰ رأی، انتخابات را به معاون سابق فرماندار جان ان دمپسی که از ژانویه ۱۹۶۱ تا ژانویه ۱۹۷۱ مشغول به کار بود واگذار کرد. او دیگر به دنبال نامزدی یا داشتن پست دولتی نبود و به حضور در حزب ادامه داد و از ۱۹۶۸ تا ۱۹۸۴، نماینده کنتیکت در کمیته ملی جمهوری‌خواهان بود.

## زندگی شخصی
در ۱۹ ژوئن ۱۹۴۷،‏ آلسوپ با آگوستا مک‌لین «گاسی» رابینسون (۱۹۲۴–۲۰۱۵) در کلیسای اسقفی ترینیتی در هارتفورد، کنتیکت ازدواج کرد. او دختر لوسیوس اف رابینسون و آگوستا (نام تولد: مک‌لین) رابینسون بود. گاسی به مدرسه خانم پورتر در فارمینگتون، کنتیکت رفت و در طول جنگ‌جهانی دوم به عنوان دستیار پرستاران صلیب سرخ خدمت کرد. خانواده در ۱۹۸۶، از مزرعه خود در تالکوت ناچ در آوون، جاییکه او متولد شده بود، به اولد لایم، کنتیکت نقل مکان کردند. جان و آگوستا والدین چهار فرزند بودند که سه نفر از آن‌ها شامل یک پسر و دو دختر تا دوران بلوغ زندگی کردند:
- جان دکوون آلسوپ که با جنیس استور ازدواج کرد و به عنوان دستیار دادستان ایالت مین مشغول به کار شد.[۲۱]
- مری الیور آلسوپ که در ۱۹۷۸ با پیتر فارنوم کالور ازدواج کرد.[۲۲]
- آگوستا مک‌لین آلسوپ که با مایکل دیوید هوی، یک خراط (نجاری که روی چوب نقش و نگار می‌زند) ازدواج کرد.[۲۳]
- ساموئل آلسوپ که در نوزادی درگذشت.[۲۴]

آلسوپ در ۶ آوریل ۲۰۰۰ در یک مرکز بهزیستی در اولد سیبروک، کنتیکت فوت کرد. مراسم خاکسپاری او در کلیسای سنت‌آن در اولد لایم، کنتیکت برگزار شد.